# Tengiz Sulakvelidze
Tengiz Sulakvelidze (georgià: თენგიზ სულაქველიძე)  (Kutaissi, 23 de juliol de 1956) és un exfutbolista georgià de la dècada de 1980.
Fou 49 cops internacional amb la selecció de la Unió Soviètica amb la qual participà en la Copa del Món de futbol de 1982.
Pel que fa a clubs, defensà els colors de FC Torpedo Kutaisi i FC Dinamo Tbilisi.